# Östsyrisk rit
Östsyrisk rit, även kallad kaldeisk rit, är den rit som används av den med påven i Rom förenade kaldeisk-katolska kyrkan, samt Österns assyriska kyrka. Dess liturgi tillämpar syriska som liturgiskt språk.